# Watanabe
Watanabe (渡辺?) è un cognome giapponese, il quinto per diffusione del paese.
I primi a chiamarsi Watanabe furono i kuge (nobili di corte), discendenti diretti dell'imperatore Saga (786-842). 
Il membro più famoso della famiglia è storicamente il samurai Watanabe no Tsuna (953-1025), compagno d'armi di Minamoto no Yorimitsu (944-1021), e famoso per le sue imprese militari in una serie di storie e leggende. 
I Watanabe di Hakata erano i daimyō di Hakata (provincia di Izumi), sino al ripristino della Meiji (1868). 
I Watanabe del clan Omura (provincia di Hizen) e i Watanabe del Clan Suwa (provincia di Shinano) furono classificati tra i Peers dopo il 1868. 
Watanabe Moritsuna (1542-1620) fu un samurai che si distinse in varie battaglie infatti si unì a Tokugawa Ieyasu nel 1557, e combatté nelle battaglie di Anegawa (1570), Mikatagahara (1573) e Nagashino (1575). 

## Persone
- Akeno Watanabe, doppiatrice giapponese
- Akira Watanabe, giocatore di shogi giapponese
- Anne Watanabe, modella ed attrice giapponese
- Aoi Watanabe, pattinatore di short track giapponese
- Atsuko Watanabe, ex cestista giapponese
- Ayumu Watanabe, regista giapponese
- Chitetsu Watanabe, supercentenario giapponese
- Chūmei Watanabe, musicista giapponese
- Daigō Watanabe, calciatore giapponese
- Gedde Watanabe, attore giapponese
- Hidemaro Watanabe, ex calciatore giapponese
- Hirofumi Watanabe, calciatore giapponese
- Hiroshi Watanabe, animatore e regista giapponese
- Hitomi Watanabe, cantante giapponese
- Ikkei Watanabe, attore giapponese
- Ippei Watanabe (1969), ex calciatore giapponese
- Ippei Watanabe (1997), nuotatore giapponese
- Jun'ichi Watanabe, ex calciatore giapponese
- Kanako Watanabe, nuotatore giapponese
- Kazuma Watanabe (1990), motociclista giapponese
- Kazuma Watanabe (1986), calciatore giapponese
- Kazumi Watanabe, chitarrista e compositore giapponese
- Kazuro Watanabe, astrofilo giapponese
- Keita Watanabe, pattinatore di short track giapponese
- Ken Watanabe, attore giapponese
- Kiyomi Watanabe, judoka filippina
- Kōdai Watanabe, calciatore giapponese
- Watanabe Kōhō, monaco buddhista giapponese
- Koji Watanabe, ex tennista giapponese
- Kumiko Watanabe, doppiatrice ed attrice giapponese
- Masako Watanabe, fumettista giapponese
- Mayu Watanabe, idol giapponese
- Michiaki Watanabe, compositore e musicista giapponese
- Miho Watanabe, ex pallavolista giapponese
- Misa Watanabe, doppiatrice giapponese
- Mitsuteru Watanabe, ex calciatore giapponese
- Naoko Watanabe, doppiatrice giapponese
- Noriko Watanabe, attrice e compositrice giapponese
- Osamu Watanabe, ex lottatore giapponese
- Sadao Watanabe, artista (1913-1996)
- Satoshi Watanabe, fisico giapponese
- Shinichirō Watanabe, regista giapponese
- Shinichi Watanabe, regista giapponese
- Shōzaburō Watanabe, editore giapponese di stampe silografiche
- Takeshi Watanabe, ex calciatore giapponese
- Takaaki Watanabe, wrestler giapponese
- Takeo Watanabe, compositore e musicista
- Taku Watanabe, ex calciatore giapponese
- Yanosuke Watanabe, calciatore giapponese
- Yōko Watanabe, soprano giapponese
- Yoshiko Watanabe, fumettista giapponese
- Yūta Watanabe, cestista giapponese